# کارل پولانی
کارل پاول پولانی (مجاری: Polányi Károly, انگلیسی: Karl Polanyi؛ متولد ۲۵ اکتبر ۱۸۸۶، وین، امپراطوری اتریش مجارستان - ۲۳ آوریل ۱۹۶۴، پیکرینگ، اونتاریو) مورخ اقتصادی، انسان‌شناس اقتصادی، اقتصاددان سیاسی، جامعه‌شناس تاریخی و فیلسوف اجتماعی یهودی، مجارستانی بود. وی بیشتر برای مخالفت با تفکر اقتصادی سنتی و همچنین نوشتن کتاب «دگرگونی بزرگ» شناخته شده است. پولانی امروزه به عنوان نظریه‌پرداز ذات گرایی (به انگلیسی: Substantivism) که رویکردی فرهنگی به اقتصاد می‌باشد و بر قرارگرفتن اقتصاد در جامعه و فرهنگ تأکید می‌کند، شناخته می‌شود. این دیدگاه برخلاف ضدیت با جریان اصلی علم اقتصاد، در انسان‌شناسی، تاریخ اقتصادی، جامعه‌شناسی اقتصادی و علوم سیاسی دیدگاهی معمول می‌باشد.
«تز من این است که ایدهٔ بازار خودتنظیم‌گر بر نوعی آرمان‌شهرِ محض دلالت داشت. چنین نهادی نمی‌توانست مدتی مدید وجود داشته باشد مگر آن که جوهر انسانی و زیست‌محیطی جامعه را نیست و نابود می‌ساخت؛ اگر استمرار می‌یافت، انسان را جسماً نابود می‌ساخت و محیطِ پیرامون او را به برهوت بدل می‌ساخت.»
مفهوم حک شدگی و فک شدگی: اگر قایل باشیم که اقتصاد مستقل نیست و تابع سیاست، مذهب و مناسبات اجتماعی است در واقع قایل به حک شدگی اقتصاد در جامعه هستیم واگر نظام اقتصادی بازار آزاد را بپذیریم که اقتصاد را از جامعه و محیط زیست جدا کرد و فرمول‌های مستقل برای آن تعریف نمود قایل به جداشدگی یا فک شدگی هستیم.
تولید در اکثر جوامع دهقان و قبیله برای تولیدکنندگان است که تولید " نیز برای استفاده " یا تولید معیشت نامیده می‌شود، برخلاف "تولید برای مبادله" که حداکثر سود را به عنوان هدف اصلی خود دارد.
این تفاوت در انواع اقتصاد با «حک شدگی» فعالیتهای اقتصادی (یعنی تأمین) در سایر مؤسسات اجتماعی مانند خویشاوندی در اقتصادهای غیر بازار توضیح داده می‌شود. اقتصاد به جای اینکه یک حوزه جداگانه و مجزا باشد، در هر دو نهاد اقتصادی و غیر اقتصادی تعبیه شده است. مبادله در داخل صورت می‌گیرد و به جای قرار گرفتن در خلاء اجتماعی توسط جامعه تنظیم می‌شود. به عنوان مثال، دین و دولت می‌توانند به اندازه خود مؤسسات اقتصادی برای اقتصاد مهم باشند. تعهدات، هنجارها و ارزشهای فرهنگی - فرهنگی نقش مهمی در استراتژی‌های معیشت مردم دارند. در نتیجه، هرگونه تحلیل اقتصادی به عنوان یک نهاد تحلیلی مجزا که از بستر اجتماعی - فرهنگی و سیاسی آن جدا شده است از همان ابتدا نقص دارد؛ بنابراین، یک تحول بنیادی گرایانه از اقتصاد، به مطالعه مؤسسات مختلف اجتماعی که معیشت مردم بر اساس آنها بنا شده است، متمرکز خواهد شد. بازار تنها یکی از بسیاری از موسساتی است که ماهیت معاملات اقتصادی را تعیین می‌کند. استدلال اصلی پولانی این است که نهادها سازمان دهنده اصلی فرآیندهای اقتصادی هستند. اقتصاد اساسی «فرایندی تعامل بین انسان و محیط اوست، که منجر به تأمین مداوم وسایل مادی و رضایت بخش می‌شود.»
کتاب دگرگونی بزرگ به عنوان مهم‌ترین اثر پولانی که در سال ۱۹۴۴ نوشته شده است، در سال ۱۳۹۱ در ایران توسط محمد مالجو به فارسی ترجمه و توسط شرکت نشر و پژوهش شیرازه کتاب، منتشر شد. دگرگونی بزرگ، قوی‌ترین نقدی را فراهم می‌کند تا کنون دربارهٔ لیبرالیسم بازار به عمل آمده است.
دگرگونی بزرگ در ۱۹۴۴ منتشر شد همان سالی که راه بردگی فریدریش فون هایک منتشر شد هرچند هر دو هم‌عصر بودند، در سال‌های اخیر بیش‌تر از اثر هایک در مورد اقتصاد سیاسی شنیده شده است. برهان پولانی شامل تاریخ و نظریه می‌شود، همچنان که وی و معاصران اصلی اروپایی وی (ازجمله هایک) هر کوششی برای ساخت نظریه بدون تاریخ را ناممکن می‌دانستند. این کتاب به سه بخش تقسیم می‌شود؛ نخستین بخش بررسی «نظام بین‌المللی» برخاسته از دگرگونی بزرگ سدهٔ نوزدهم است که طی آن اقتصاد بازار بر جوامع غربی و از طریق فتوحات امپریالیستی بر جهان چیره شد. بخش دوم شامل روایتی تاریخی از «فرازوفرود اقتصاد بازار» است (که مبتنی بر پژوهش تاریخی وی در زندگی اقتصادی و اجتماعی انگلیس در هنگام تدریس در دههٔ ۱۹۳۰ است). بخش سوم تفسیری دربارهٔ «دگرگونی در شرف تحقق» در اشاره به پیشرفت‌های جاری و آتی از دیدگاه معاصرش، مانند ظهور فاشیسم و احتمال سوسیالیسم است.
هرچند ساختار دگرگونی بزرگ تاحدودی روایتی تاریخی است چه بهترکه آن را برمبنای مضامین عام‌ترش بررسی کرد: نقد مفهوم کلاسیک «انسان اقتصادی»، خطای اخلافی و فکری کالاانگاری طبیعت، کار و پول؛ امکان‌ناپذیری و پی‌آمدهای خطای «فک کردن» زندگی اقتصادی از زندگی اجتماعی و پدیده‌های مرتبط «جنبش مضاعف»، و اهمیت درک فرایندهای تاریخی تغییر اجتماعی و اقتصادی.
انسان اقتصادی
چنان‌که پیش‌تر توجه شد کلید راهگشای نظریهٔ اقتصادی کلاسیک و نوکلاسیک ایدهٔ «انسان اقتصادی» است: وجودی که رفتارش در حداکثرسازی مطلوبیت سازوکار بازار را قادر می‌سازد با واکنش به تغییرات قیمت کارکردی عقلانی داشته باشد؛ از این رو هماهنگی عرضه و تقاضا را امکان‌پذیر سازد. خاستگاه‌های تاریخی این مفهوم را می‌توان به پیش از آدام اسمیت رساند (معمولاً افسانهٔ زنبوران مندویل) اما درک اسمیت از این که «معاوضه ومعامله و مبادله» طبیعت انسان است مشهورترین عبارت اوست (نقل قول شده در پولانی، ۱۳۹۱: ۱۱۶). این مفهوم مبتنی بر ایده‌های چگونگی رفتار انسان در وضعیت طبیعی است (در توازی هوشمندانه‌ای با روسو، هرچند با پی‌آمدهایی متضاد) و بدین ترتیب می‌شد آن را برمبنای تاریخی ارزیابی کرد. پولانی که به اقتصادهای اولیه علاقه داشت، با ادعای این که «انگیزه‌های اقتصادی از بستر حیات اجتماعی سرچشمه می‌گیرند» (همان ص. ۱۲۲) با این مفهوم مخالفت کرد.
وی معتقد بود شواهد تجربی نشان داده که جوامع اولیه تمایل داشتند زندگی اقتصادی‌شان را حول چهار اصل سازمان‌دهی کنند: معاوضه به مثل، بازتوزیع، سامان‌دهی خانوادگی (با استفاده از تعریف ارسطو از اکونومیا به مثابه "استفاده برای مصرف") و مبادله که الگوهای معادل‌شان به ترتیب تقارن، مرکزیت، خودکفایی و بازاری بود (همان ص. ۱۳۶) پولانی این دیدگاه کلاسیک را معکوس کرد که "گرایش ]انسان[ به مبادله" به بازارهای محلی، تقسیم کار، تجارت خارجی و سرانجام تجارت راه دور انجامید. حتی در مورد تجارت با سرزمین‌های دور، مبادله در مناسباتی حک شده که عرف، جادو و مذهب مقید و تنظیم کرده است در حالی که "بازارهای ملی" مخلوق سلطنت‌های متمرکز قدرتمند اروپای غربی در سده‌های پانزدهم و شانزدهم بود که الزامات جنگ و نیاز به وحدت بخشیدن به قلمرو پادشاهی‌شان نیروی محرک‌شان بود.
انقلاب صنعتی سده‌ی نوزدهم، با معرفی سیستم کارخانه‌ای به جامعه‌ی تجاری شاید تکوین نگرش "انسان اقتصادی" را امکان‌پذیر ساخت، اما در همه‌جا این امردر تناقض با همکاری نواحی روستایی، اتحادیه‌های کارگری و جنبش‌های چارتیستی قرار داشت (همان ص ). پولانی مفهوم مدرن "انسان اقتصادی را در رساله درباره‌ی قوانین حمایت از تهی‌دستان(۱۷۸۶) نوشته‌ی جوزف تاونزند جای داد که در آن تاونزند به شکل شرم‌آوری مدعی شد انسان‌ها جانور و تابع همان قوانین طبیعی هستند؛ در صورت‌بندی اسمیت هیچ‌گاه این پرسش مطرح نشد که قانون اخلاقی و حیات سیاسی از زندگی قصابی که در جست‌وجوی منفعت شخصی است جدا است (همان). مالتوس، ریکاردو، برک و بنتام همگی بر این باور بودند که "جامعه‌ی اقتصادی تابع قوانین یکسان طبیعت است (همان). کلّ روایت تاریخی پولانی به‌طور تلویحی در اثبات تبعیت رفتار انسان از تاریخ است، یعنی تبعیت رفتار انسان از نهادهای اجتماعی، فرهنگی، سیاسی و اقتصادی که به زندگی اجتماعی رشد می‌بخشد. "رفتار انسان، هم در وضعیت ابتدایی‌اش و هم درست در جریان تاریخ، کمابیش معکوس رفتاری بوده است که در این دیدگاه به تلویح اشاره می‌شود ]یعنی هستی یک انسان عقلانی غیرتاریخی[" (همان، ص. ۴۳۴).
کالاهای موهومی: زمین، کار و پول
"لسه فر برنامه‌ریزی شده بود، برنامه‌ریزی اما برنامه‌ریزی‌نشده" پولانی از این عبارت برای شرح "تولد آیین لیبرال" در دهه‌ی ۱۸۲۰ استفاده کرد، دهه‌ای که در آن به معنای کاملش دست یافت. کار باید قیمتش را در بازار بیاید، پول باید تابع سازوکاری خودکار (پایه‌ی طلا) بشود، و حذف موانع جریان آزاد بین‌المللی سرمایه و کالا باید رخ دهد (در پوشش شعار "تجارت آزاد") (همان صص ۲۷۰-۲۷۵).  در کانون لیبرالیسم اقتصادی این خودرأیی وجود داشت که زمین، کار و پول کالا هستند، بیشتر همچون هر کالا یا خدمت دیگری که برای مبادله تولید می‌شود. این مسئله‌ای فکری و در مورد زمین و کار مسئله‌ای اخلاقی است، کالای کار البته کاری است که انسان‌ها ارائه می‌کنند که به سبب طبیعت‌شان (که به لحاظ تاریخی با انسان بهینه‌سازِ عقلانی همسان نیست) نمی‌توان با آن همچون کالا رفتار کرد. زمین گوهر طبیعی جهان و شالوده‌ای برای هستی انسان است، نه کالا.
زندگی اقتصادی اروپا از حیث زمین و کار تا سده‌ی نوزدهم در زندگی اجتماعی حک بود؛ مناسبات فئودالی یا حقوق عرفی قدیمی‌تر بر زمین حاکم بود و زمین اغلب به‌طور مشاع نگه‌داری می‌شد. در انگلستان طراحی دقیق مقررات اجتماعی در قانون حمایت از تهی‌دستان الیزابت،  مقررت صنعتگران و قانون ۱۶۶۲ و قانون اسکان، زندگی اقتصادی را تنظیم کرد. خلق بازار کار با استفاده از قانون جدید حمایت از تهی‌دستان در سال ۱۸۳۴ انجام شد که آن را قانون جمعیت مالتوس، «قانون آهنین دستمزدها»ی ریکاردو و فایده‌گرایی بنتامی (که به عنصر «فلسفه‌ی اخلاقی» در اقتصاد کلاسیک ارتقا یافت) توجیه می‌کرد. براساس این قانون باید هرگونه یاری به کسانی را که فرض می‌شد توان کار کردن دارند به نفع صنعت حذف کرد (همان: فصل دهم) انسان عقلانی به تهدید قحطی و گرستگی که وی را به کارخانه‌های و خانه‌های کار جامعه‌ی لیبرال می‌کشاند واکنش نشان می‌داد.
پایه‌ی طلا وسیله‌ای بود که از طریق آن لیبرال‌های بازار تصور کردند بازار خودتنظیم‌گر را در سرتاسر جهان گسترش می‌دهد (با افزودن تجارت آزاد بین‌المللی). پشتوانه‌ی پول هر کشوری طلا بود، کسری تراز پرداخت‌های یک کشور به جریان خروجی طلا از آن کشور منجر می‌شود که نتیجه‌ی آن کاهش عرضه‌ی پول، افزایش نرخ‌های بهره، کاهش قیمت‌ها و دستمزدها و بنابراین افزایش صادرات بود. دست کم در نظریه چنین بود. تا دهه‌ی ۱۸۵۰ چهار نهاد سده‌ی نوزدهم را می‌شد به‌طور کامل دریافت: توازن قوا بین کشورها، دولت لیبرال، پایه‌ی طلا و بازار خودتنظیم‌گر. پولانی تأکید کرد که «بودجه‌ها و نیروهای مسلح، تجارت خارجی و عرضه‌ی مواد خام، استقلال ملی و حاکمیت، جملگی، حالا دیگر همه تابع پول و اعتبار بودند.» (همان: ۷۳)
جنبش مضاعف
اما پولانی گفت به محض این که اقتصاد از زندگی اقتصادی «فک شد» ضدجنبشی پدیدار شد که ریشه‌های متفاوتی داشت. دهه‌ی اعمال قانون جدید حمایت از تهی‌دستان شاهد رشد نخستین جنبش‌های سیاسی طبقه ی کارگر، چارتیست‌ها، بود. در دهه‌ی ۱۸۳۰ رابرت اوئنِ صنعتگر سازمان‌های تعاونی جدید را آزمود و در این دهه تشکیل جنبش‌های اتحادیه ای مدرن که برای حمایت از طبقه‌ی کارگر پدیدار شد، مشهود بود. لیبرال‌های بازار مانند فون میزس و «داروینیست‌های اجتماعی» هربرت اسپنسر لیبرال دهه‌های ۱۸۷۰ و ۱۸۸۰ را دهه‌هایی مشاهده کردند که در آن ضدجنبش پدیدار شد و آنان این دهه‌ها را با اصطلاح دهه‌های «جمع‌گرایی» توصیف کرند. اعمال بیمه‌ی اجتماعی در آلمان واکنشی به رشد حزب سوسیال دموکرات و اتحادیه‌های کارگری و اذعان بر حمایت از کارگران بود. در بریتانیا، در پی شکست چارتیست‌ها جنبش اتحادیه‌ای در مقایسه با اروپای درون قاره کم‌تر سیاسی بود اما کماکان از تصدیق رسمی برخوردار بود.
در سرتاسر اروپا از اتریش هاپسبورگ تا فرانسه‌ی جمهوری‌خواه، دولت‌ها و سازمان‌های قانون‌گذار در زندگی اقتصادی دخالت کردند و تعرفه‌هایی روی کالاهای کشاورزی و صنعتی وضع کردند و از تأثیرات پایه‌ی طلا کاستند (همان) پایه‌ی طلا نشان داده بود که تحمل آن برای کشورها بیش از حد سخت است ـ تعدیلات تراز پرداخت به‌شدت حاد بود، چنان‌که دستمزدها و قیمت‌ها به ناگهان سقوط می‌کردند. پولانی همچنین گفت که خیزش جدید امپریالیستی ناشی از نیازهای فعالیت‌های اقتصادی به دورزدن بازار خودتنظیم گر و پایه‌ی طلا بود؛ این نیاز حوزه‌های امپراتوری پدیدآورد که تحت حمایت تعرفه‌ای بودند. تدوین قوانین در فرانسه، آلمان و بریتانیا (و در ایرلند) برای حمایت از دهقانان در برابر از دست دادن زمین‌شان در نتیجه‌ی اخراج یا حمایت از آن‌ها در برابر خلع ید بود. اما این جنبش که برای حمایت از انسان و طبیعت به پا خاست چهار نهاد سده‌ی نوزدهم را تضعیف کرد (همان: فصل هفدهم)
پولانی بحث کرد که نیروهای ضدجنبش برخاسته از رفتار نادرست در قبال زمین، کار و پول به مثابه کالا و تلاش برای خلق یک بازار خودتنظیم‌گر و ادغام به‌اصطلاح «کالاهای موهومی» در بازار بود. وی «دهه ی ۱۹۲۰ محافظه‌کار» را دورانی تشخیص داد که طی آن دولت‌ها کوشیدند به پایه‌ی طلا و تجارت آزادِ پیش از جنگ بازگردند. این تلاش چنان فشاری بر جامعه اعمال کرد که ضدجنبش شکل فاشیسم به خود گرفت که «به‌مثابه راه‌حلی بدیل بر مسئله‌ی جامعه‌ی صنعتی پدیدار شد» (همان: فصل بیستم)
پولانی بر این باور بود که سوسیالیسم یگانه پاسخ اخلاقی به شکست بازار خودتنظیم‌گر است و احتمالاً استمرار نیودیل بعد از جنگ دوم جهانی را شالوده‌ای برای یک جامعه‌ی نو می‌دانست. وی سوسیالیسم را صرفاً «گرایش ذاتی در تمدن صنعتی برای فرارفتن از بازار خود تنظیم‌گر برای تبعیت آگاهانه‌ی آن از جامعه‌ی دموکراتیک» تلقی کرد. دنیای پساجنگ در غرب در حقیقت برمبنای نظام پولی کنترل‌شده (برتون وودز) و کنترل گسترده‌ی بازار کار از طریق ملی‌کردن صنعت و خلق دولت رفاه بنا شد ـ هرچند نسبت به بینش پولانی تااندازه‌ای کاستی داشت.
نتیجه‌گیری
لازم است خاطرنشان کنیم که با توجه به بحران کنونی، پولانی ـ پناهنده ای که از فاشیسم گریخت ـ فاشیسم را به مثابه بدیلی بر سرمایه‌داری لیبرال تشخیص داد، اما بدیلی که «فرض آزادی... و کشف بی‌همتایی انسان‌ها» (سنتی که وی به مسیحیت منتسب می‌ساخت) را انکار می‌کرد در حالی که «واقعیت جامعه را تصدیق می‌کرد» (همان: ۴۴۸) ارزشمند است که سطرهای پایانی دگرگونی بزرگ را که می‌توان گفت پاسخی پیش‌گویانه بر راه بردگی هایک و راهنمایی برای سیاست‌سازان و سیاست‌مردان امروز است نقل کنیم «پذیرش صبورانه‌ی واقعیتِ جامعه به انسان شجاعت و قوت تزلزل‌ناپذیری می‌دهد برای امحای همه‌ی ناآزادی‌ها و بی‌عدالتی‌های امحاپذیر. مادامی که انسان به وظیفه‌اش برای خلق آزادیِ بیش تر برای همه ایمان دارد نباید ترس به دل راه دهد که قدرت یا برنامه‌ریزی بر ضدش سر به شورش برخواهند داشت و همان آزادی را بر بادخواهند داد که او می‌خواهد به کمک قدرت و برنامه‌ریزی برپاسازداین است معنای آزادی در جامعه‌ی پیچیده: یقینی را ارزانی‌مان می‌کند که نیاز داریم».

## پی‌نوشت‌ها
1. ↑  Encyclopædia Britannica (Chicago: Encyclopædia Britannica Inc. 2003) vol 9. p.554
2. ↑  Polanyi, K. (1968). The Economy as Instituted Process. in Economic Anthropology E LeClair, H Schneider New York: Holt, Rinehart and Winston. p. 126.
3. ↑  «نسخه آرشیو شده». بایگانی‌شده از اصلی در ۱۸ فوریه ۲۰۱۴. دریافت‌شده در ۲۰ ژانویه ۲۰۱۴.
4. ↑  آدام لاراگی، ترجمه ی پرویز صداقت
5. ↑  کارل پولانی (1391) دگرگونی بزرگ: خاستگاه‌های سیاسی و اقتصادی روزگار ما، ترجمه‌ی محمد مالجو، تهران: پردیس دانش.